# Bão nhiệt đới Dawn (1998)
Bão nhiệt đới Dawn là một xoáy thuận nhiệt đới yếu ở Việt Nam, và được coi là cơn bão tồi tệ nhất đổ bộ vào khu vực trong vòng ba thập kỷ. Nó là áp thấp nhiệt đới thứ 27, cơn bão thứ 13 được đặt tên trong Mùa bão Tây Bắc Thái Bình Dương 1998. Dawn hình thành trên biển Đông vào ngày 16 tháng 11. Cùng ngày, Cục Khí tượng Nhật Bản nhận định rằng nó đã trở thành một áp thấp nhiệt đới. Trung tâm Cảnh báo Bão Liên hợp đánh giá nó là bão nhiệt đới, đặt tên cho nó là Dawn. Dawn đạt đỉnh điểm sức gió duy trì trong 1 phút với tốc độ 45 hải lý trên giờ (85 km/h; 50 mph) trước khi đổ bộ vào gần bờ biển Cam Ranh, di chuyển vào đất liền và nhanh chóng suy yếu.
Cơn bão đã khiến 187 người thiệt mạng cùng hàng trăm nghìn ngôi nhà bị ngập úng hoặc hư hỏng.

## Tác động
Mặc dù chỉ là một cơn bão yếu, nhưng những trận mưa như trút từ cơn bão đã gây ra lũ lụt thảm khốc khiến ít nhất 187 người thiệt mạng ở Việt Nam. Dawn được xem là cơn bão tồi tệ nhất từng đổ bộ vào khu vực này trong vòng ba thập kỷ, 500.000 ngôi nhà bị ngập lũ, 7.000 ngôi nhà khác bị phá hủy và ước tính 2 triệu người mất nhà cửa. Thiệt hại ước tính lên tới 400 tỷ đồng (28 triệu USD).